# Cucina delle Canarie

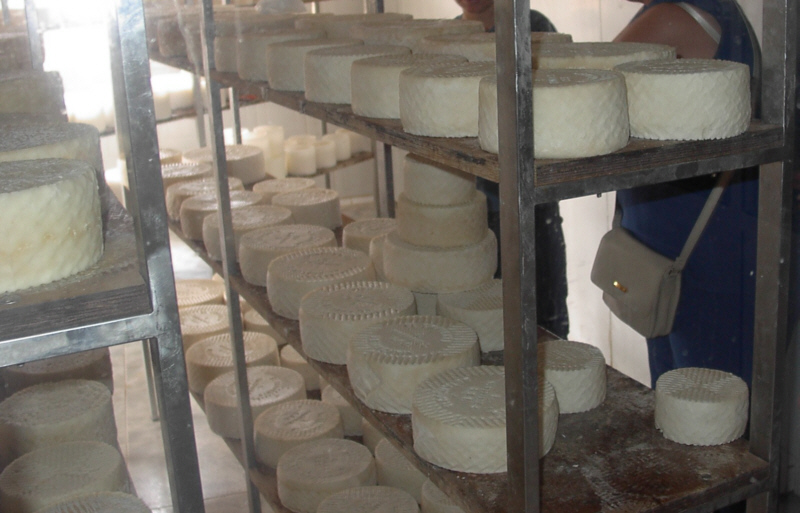
Formaggio di Fuerteventura

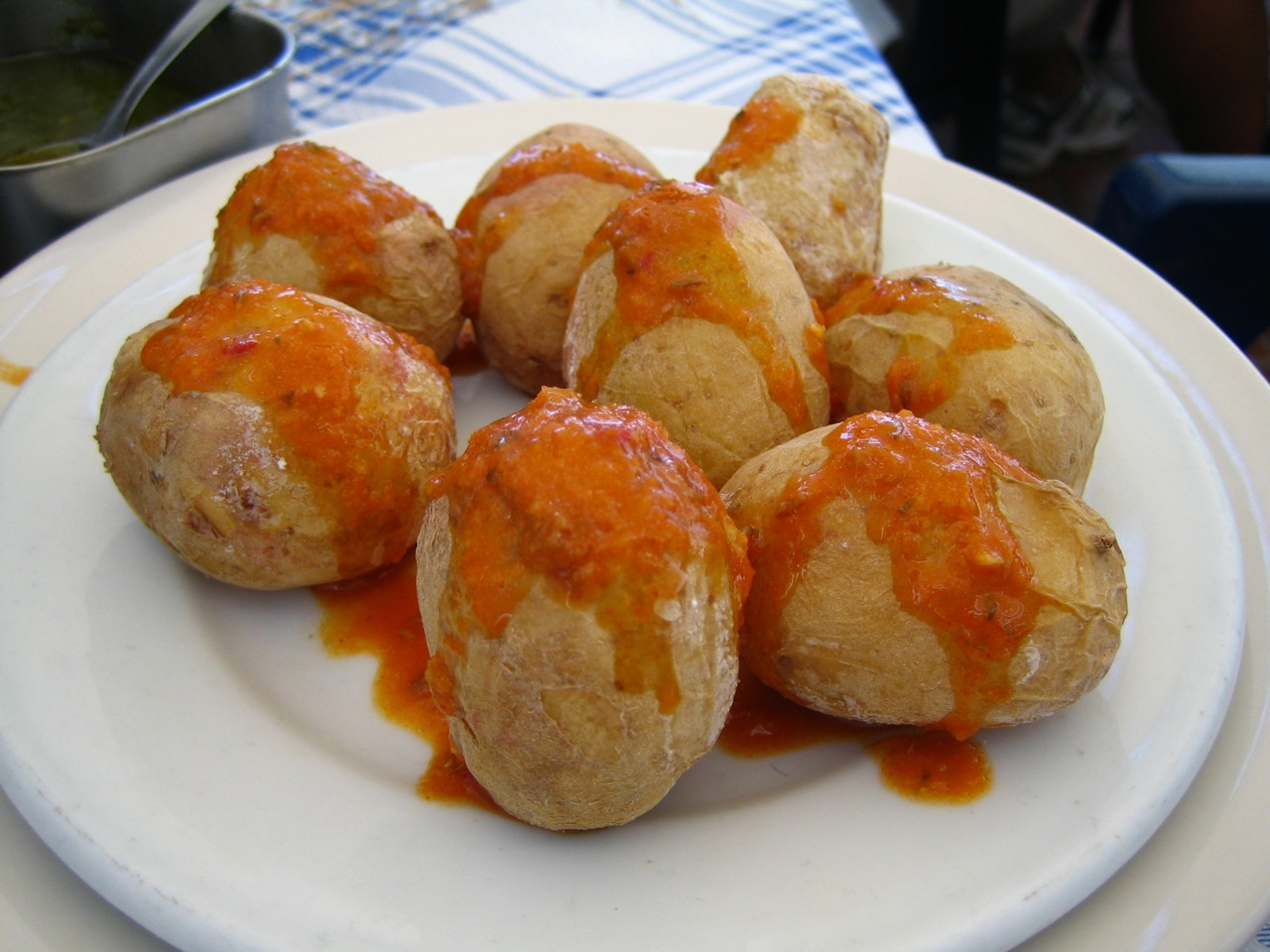
Papas arrugadas con mojo rojo

La cucina delle Canarie è la cucina dei piatti tradizionali dell'arcipelago canario e costituisce un importante elemento identitario della popolazione locale. Si caratterizza per la sua semplicità e varietà, ricchezza di ingredienti prodotti dalla frammentazione del territorio (in ogni isola si possono trovare ricette differenti).

## Formaggi
I più comuni sono i formaggi caprini, come il formaggio palmero, di La Palma; e il formaggio Majorero, di Fuerteventura, entrambi DOP. Si trovano anche formaggi freschi. Nell'isola de La Gomera si elabora un paté chiamato almogrote, il cui ingrediente principale è il formaggio duro; in qualche isola si mangia anche il formaggio "alla piastra" con mojo.

## Insaccati
Nelle isole si può trovare il chorizo canario (salsiccia a pasta morbida e spalmabile, fatta con le parti più tenere del maiale e rossa per l'aggiunta del pimenton, la paprika), nelle sue differenti versioni: chorizo di Teror nell'isola di Gran Canaria, chorizo de Chacon nell'isola di Lanzarote, chorizo Palmeto nell'isola de La Palma, ecc. *La Morcilla è un altro tipo di insaccato che si produce utilizzando sangue di maiale; in Canaria si fa dolce, il suo sapore è dovuto alla inclusione di patate dolci, mandorle e uva sultanina. La pata asada (zampa di maiale arrostita) è una delle forme più popolari per consumare il maiale; si mangia in un panino, come antipasto o anche come aperitivo.

## Piatti di mare

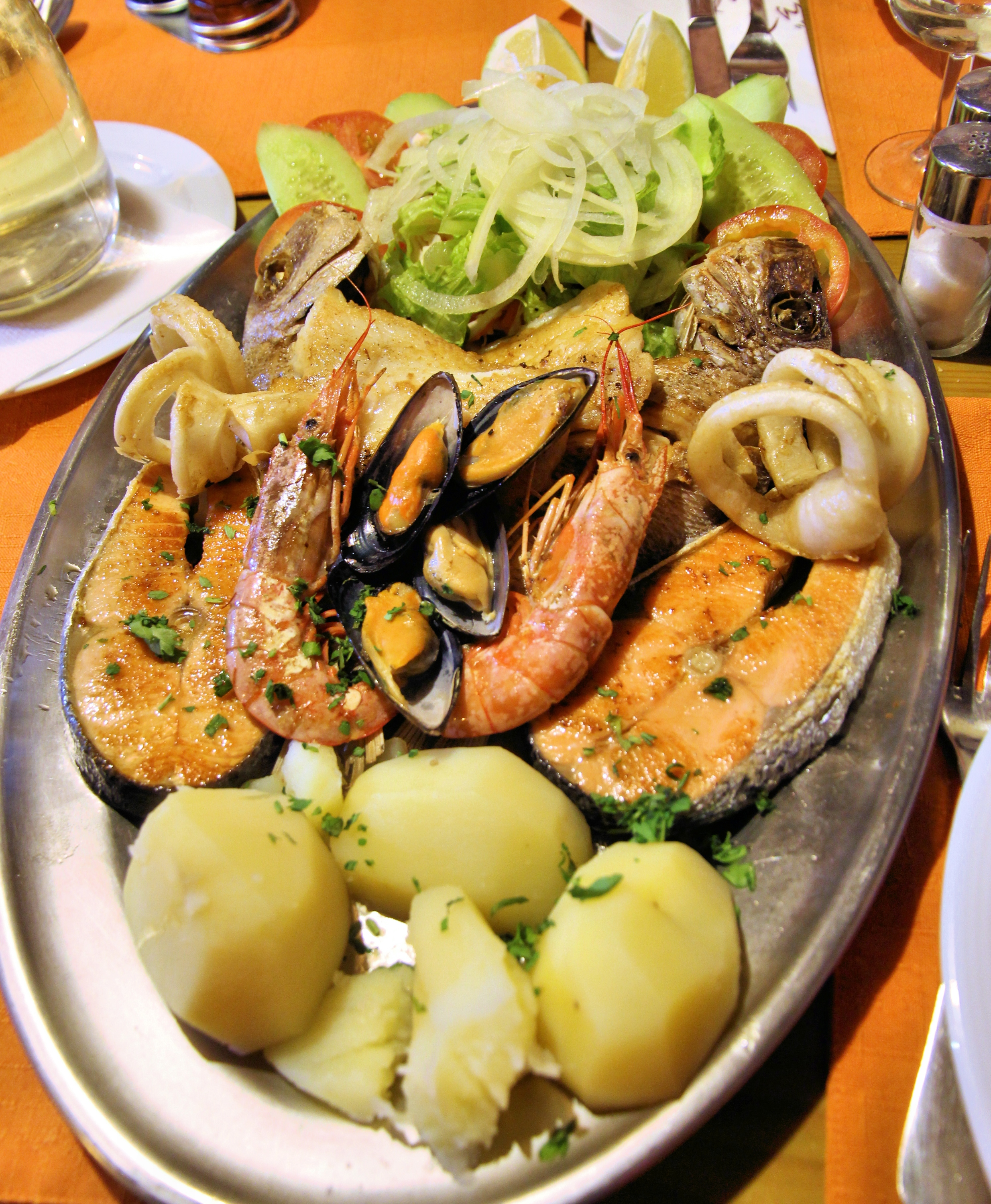
Piatto di pesce misto a Gran Canaria

I prodotti marini più serviti come antipasti sono le lapas (patelle) cotte in padella e condite con mojo verde; polpo servito in salsa o con trito di verdure e pinzimonio, pejines o gueldes piccoli pesci della famiglia delle alici e le sardine (fritte o essiccate).
Grazie alla ricchezza delle acque canarie, esistono molte varietà di pesce per i piatti principali. Tra i più consumati sono las viejas (pesce pappagallo), il pesce più apprezzato da tutti i canari, la corvina (ombrina bocca d'oro), la cherne (cernia), la sama, la salema (sarpa, pagrus). Si servono al forno, fritti, bolliti, marinati.
Il sancocho canario è un piatto a base di pesce salato bollito, con contorni di patate, patate dolci, gofio e mojo; ma il più tipico è “El Encebollado” uno stufato fatto con pesce, cipolla, pomodori, peperoni, aglio.
Los tollos sono strisce di una specie di squalo tagliate ed essiccate al sole, normalmente servite con una salsa. Las jareas è lo stoccafisso. La cazuela de pescado (casseruola di pesce) è uno stufato che si prepara con pesce fresco, patate, cipolla e peperoni. Il caldo de pescado è un brodo di pesce basato su pescato locale come sama e cernia.

## Verdure e ortaggi
La forma più tipica di mangiare le verdure è la zuppa: potaje de berros (zuppa di berros: pianta commestibile della famiglia delle brassicacee), il potaje de coles (zuppa di cavolo), il potaje de lentejas al estilo canario (zuppa di lenticchie), puchero (bollito misto di verdure e ortaggi). A queste preparazioni si aggiungono il caldo de papas (brodo di patate), un piatto semplice della cucina povera tradizionale a base di patate e coriandolo; le papas arrugadas, patate cotte con acqua e sale usate come contorno con il mojo; il rancho canario (rancio canario), ricetta a base di ceci, pasta corta, patate e carne; il caldo de millo (brodo di mais) con mais, ceci e aglio; il caldo verde (brodo verde) a base di patate, prezzemolo, uova, la ropa vieja a base di ceci e carne, che si prepara con quello che avanza del bollito.

## Carne
Le carni più consumate sono maiale, pollo, coniglio e capra.
Molto utilizzati sono il puchero canario, un bollito misto di carne con verdure, e il conejo en salmorejo, coniglio marinato. La carne di maiale è la base di altri piatti come la carne fiesta, le costillas con piña y mojo (costolette con pannocchia di mais e salsa), le papas con carne (carne in umido con le patate).

## Dolci e dessert
Tra i dolci tradizionali si trovano il bienmesabe a base di zucchero, mandorle, uova; il frangollo con farina di mais, zucchero, mandorle, uva sultanina; le trucha (panzerotti natalizi ripieni di patate dolci); pasticcini di pasta sfoglia ripieni di "capelli d'angelo" (una marmellata fatta con una zucca chiamata “pantana”), le quesadillas herreñas dell'isola del Hierro, a base di formaggio; le rosquetes (ciambelle); il quesillo (budino); la rapatura, dolce tradizionale in forma di cono; il miele di palme delle isole de La Gomera, ottenuto a partire dalla linfa della palma canariensis.

## Frutta
Tipici sono Platano canario (banana), fichi, avocado, mango, papaya, fichi d'India, ananas, lime, litchi, cherimoya.

## Bevande

### Vini di Denominación de Origen

Vini con Denominazione di Origine delle Canarie

Con la conquista spagnola cominciò la coltivazione e la produzione di vino, essendo specialmente famoso nell'epoca il vino di malvasía. 
Oggi si coltivano 33 varietà di uva, 14 rosse e 19 bianche, con dieci "Denominazione di Origine":
- D.O. Abona (Tenerife)
- D.O. Tacoronte-Acentejo (Tenerife)
- D.O. Valle de Güímar (Tenerife)
- D.O. Valle de La Orotava (Tenerife)
- D.O. Ycoden-Daute-Isora (Tenerife)
- D.O. El Hierro
- D.O. Lanzarote
- D.O. La Palma
- D.O. La Gomera
- D.O. Gran Canaria

### Rum
- Ron Miel
- Ron Blanco